# Större adjutantstork
Större adjutantstork (Leptoptilos dubius) är en mycket stor stork som förekommer i södra Asien.

## Utseende
Större adjutantstork är en väldig fågel, hela 140–150 centimeter lång. Den är mörk, har väldigt tjock näbb och en skinnpung som hänger ner från halsen. Det fjäderlösa huvudet är rosa och den har ett vitt halskrås. Blekgrå större täckare och tertialer kontrasterar mot den annars mörka översidan av vingen. På undersidan är täckarna ljusare än vingpennorna. Liknande mindre adjutantstork är mindre, saknar skinnpungen och har helsvarta vingar.

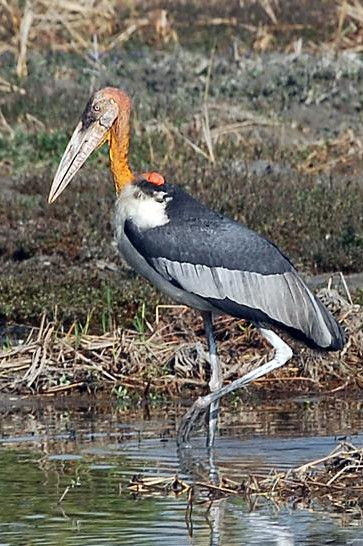

## Läte
Arten är tystlåten utom vid häckplats, då olika sorters stönande och kväkande ljud kan höras liksom klapprande från näbben.

## Utbredning och systematik
Tidigare förekom fågeln i stora delar av Sydasien och Sydostasien men minskade kraftigt under första halvan av 1900-talet. Idag häckar den endast i två områden i Indien (i Assam med 650-800 fåglar och Bihar med fler än 350) och kring sjön Tonle Sap i Kambodja (cirka 150 par). Sentida observationer från Nepal, Bangladesh och Thailand tros härröra från de indiska och kambodjanska kolonierna. I Myanmar och Laos är den troligen utdöd, i Pakistan säkerligen.

## Levnadssätt
Arten bebor våtmarker där den häckar i höga träd, historiskt även på klippor. Den tros häcka under torrperioden när tillgången på föda är som störst. I nordöstra Indien påträffas den även nära och i städer där den födosöker i våtmarker under häckningen och på soptippar och begravningsplatser andra tider på året. Den ses generellt i låglänta områden men har påträffats upp till 1.500 meters höjd.

## Status och hot
Arten ansågs tidigare vara starkt utrotningshotad på grund av kraftiga populationsminskningar. Tack vare bevarandeåtgärder i dess två återstående utbredningsområden i nordöstra Indien och Kambodja ökar den igen i antal sedan början av 2000-talet. Beståndet är dock fortsatt litet, uppskattat till mellan 1360 och 1510 vuxna individer. IUCN kategoriserar den som nära hotad.